# 北京市LGBT文化

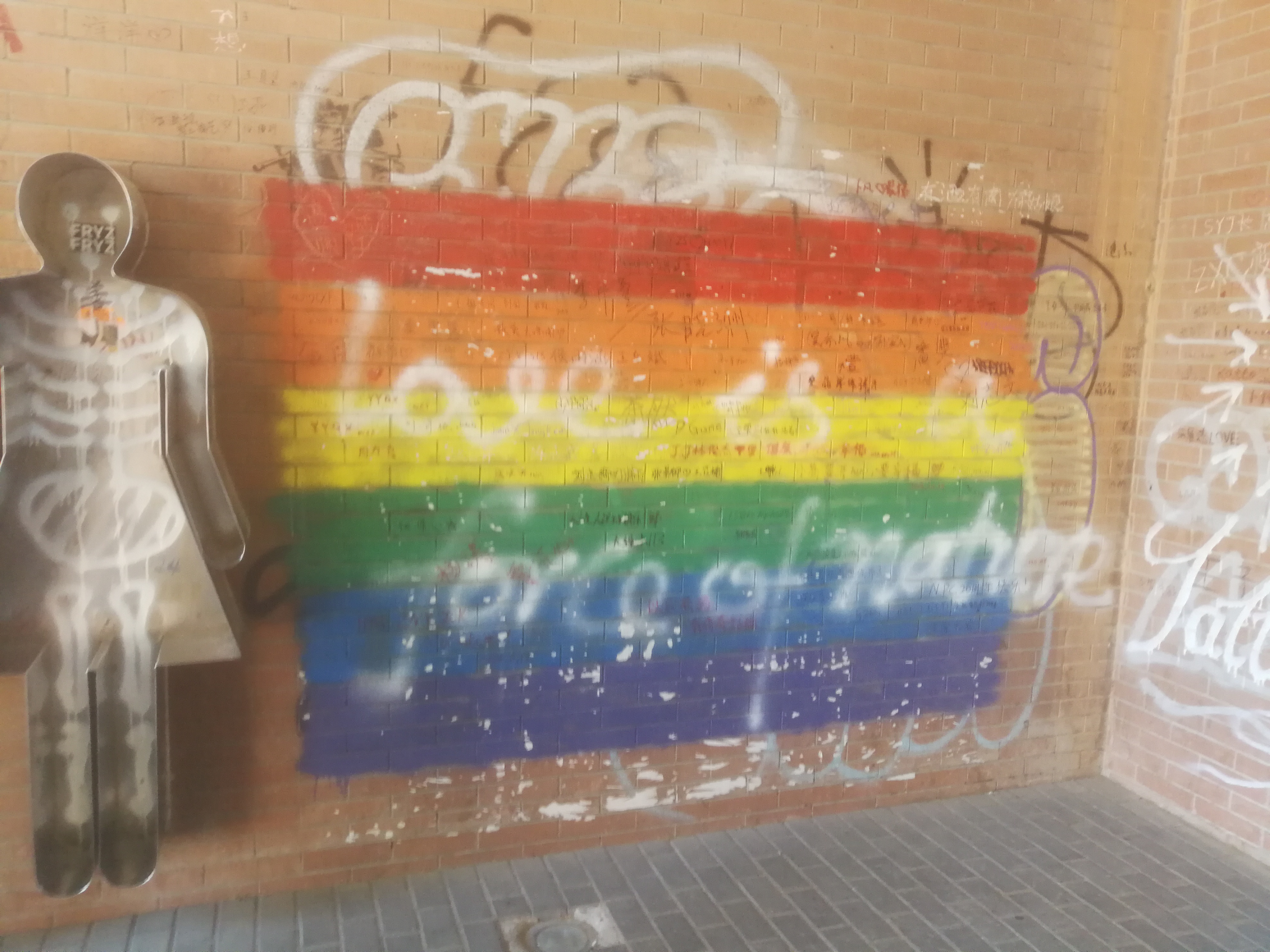
北京市朝阳区的LGBT塗鴉

2015年，《Condé Nast Traveler》將中华人民共和国北京市的LGBT場景描述為「低調但充滿活力」。
北京市有舉辦北京酷儿影展。北京市內有Adam's、Destination、Funky、Kai Bar、Red Dog、The Rabbit等同性戀酒吧，雞尾酒吧Más亦對LGBT友好。Chill Bar每月舉行女同志聚會，北京女同志中心的前身北京女同志中心2004年起舉行女同志沙龍。